# Sprawa śmierci Ewy Tylman
Sprawa śmierci Ewy Tylman – wydarzenia, które doprowadziły do zaginięcia 26-letniej Ewy Tylman (ur. 30 września 1989, zm. 23 listopada 2015 w Poznaniu) w 2015 roku, którą niecały rok później odnaleziono martwą.
Ewa Tylman zaginęła w nocy z 22 na 23 listopada 2015, wracając z firmowej imprezy integracyjnej. Ostatnio była widziana niedaleko ulicy Mostowej przed mostem św. Rocha w Poznaniu. W drodze powrotnej kobiecie towarzyszył kolega, Adam Z., któremu postawiono zarzut zabójstwa.
Zaginionej szukała rodzina, policja oraz detektyw bez licencji Krzysztof Rutkowski, a sprawa osiągnęła rozgłos w całej Polsce. Pojawiały się różne wersje zdarzeń, między innymi głosząca, jakoby zaginiona powróciła do centrum Poznania. Pojawił się również rzekomy porywacz, który miał żądać od rodziny Ewy Tylman gratyfikacji finansowej, w zamian za wskazanie miejsca jej pobytu.
W lipcu 2016, ok. 12 km od miejsca, w którym Tylman widziana była po raz ostatni, znaleziono jej ciało pływające w Warcie.

## Proces Adama Z.
17 kwietnia 2019 Adam Z. został nieprawomocnie uniewinniony od zarzucanego mu czynu. 23 stycznia 2020 Sąd Apelacyjny skierował sprawę do ponownego rozpatrzenia.
9 maja 2022 Sąd Okręgowy w Poznaniu ponownie uznał niewinność Adama Z. 19 grudnia 2023 Sąd Apelacyjny kolejny raz skierował sprawę do ponownego rozpoznania. 25 marca 2025 Sąd Okręgowy w Poznaniu ponownie uznał Adama Z. za niewinnego od zarzutu zabójstwa oraz nieudzielenia pomocy.

## Oddźwięk medialny
Według portalu NaTemat.pl sprawa Ewy Tylman to najgłośniejsze zaginięcie w Polsce od zaginięcia Iwony Wieczorek w lipcu 2010 roku. Serwis podkreślił, że w 2014 roku w Polsce zaginęło ponad 20 tys. osób, z czego większość została odnaleziona w ciągu pierwszych 14 dni po zaginięciu. Zdaniem portalu o zaginięciu poznanianki było głośno na skalę całego kraju, gdyż z zaginioną młodą kobietą, o której podawano, gdzie pracuje i z kim się spotyka, zaczęli się identyfikować odbiorcy.
W zestawieniu Google Ewa Tylman znalazła się na 4. miejscu wśród osób, które były najpopularniejszymi frazami w wyszukiwarce w 2016 roku w Polsce.